# Eaglesham (Écosse)
Pour l’article homonyme, voir Eaglesham.
Eaglesham est un village du East Renfrewshire en Écosse situé à 14 km au Sud de Glasgow.